# باترفیلد (مینه‌سوتا)
باترفیلد، مینه‌سوتا (به انگلیسی: Butterfield, Minnesota) یک شهر در ایالات متحده آمریکا است که در مینه‌سوتا واقع شده‌است.

## خصوصیات
باترفیلد ۱٫۱۷ کیلومترمربع مساحت و ۵۸۶ نفر جمعیت دارد و ۳۶۲ متر بالاتر از سطح دریا واقع شده‌است.